# Sorcerer
Sorcerer – studyjny album Milesa Davisa nagrany w maju 1967 r. i sierpniu 1962 ("Nothing Like You") wydany przez firmę nagraniową Columbia w 1967 roku.

## Historia nagrania i charakter albumu
Wiosną 1967 r. kwintet Davisa odbywał tournée po Zachodnim Wybrzeżu i przez dwa tygodnie występował w klubie Shelly's Manne-Hole. Producent Irving Townsend zaprosił grupę do dokonania nagrań w CBS Studios w Hollywood. Miles zgodził się, jednak do nagrań przygotował tylko jeden utwór kompozycji Wayne'ego Shortera "Limbo". Studio o nie najlepszej akustyce (zwłaszcza jeśli chodzi o nagrywanie perkusji) spowodowało, iż odczuwa się wyraźnie zmaganie muzyków z tym trudnym 9-akordowym utworem w rytmie na 3/4 i 4/4. 12 maja kwintet wystąpił na UCLA (Uniwersytet Kalifornijski w Los Angeles) i udał się do Nowego Jorku.
W Nowym Jorku w ciągu dwóch miesięcy grupa Davisa nagrała wartościowy materiał na 2.5 albumu. Przede wszystkim w Columbia Studio B Davis dokonał powtórnego podejścia do "Limbo", z dużo większą energią, zwłaszcza ze strony perkusisty Tony'ego Williamsa. Chociaż forma utworu pozostała ta sama, zupełnie inne było nastawienie emocjonalne muzyków, pełne intuicyjnego porozumienia i empatii.
Ten dobry nastrój, energia i wzajemne zrozumienie ustaliły styl i jakość wszystkich dokonanych wtedy nagrań.
Utwór "Nothing Like You" pochodził ze wspólnego projektu Milesa Davisa i Gila Evansa. Nagrano wówczas trzy utwory piosenkarza i pianisty Boba Dorougha w czasie dwu sesji z sekstetem, w którym znajdował się Wayne Shorter i który został członkiem grupy Davisa dopiero za dwa lata. Przyczyna umieszczenia tego utworu na tej płycie Davisa jest zupełnie tajemnicza. Być może piosenka ta była hołdem dla ówczesnej żony Davisa – aktorki Cicely Tyson, której twarz zdobi okładkę albumu.

## Muzycy
Kwintet (utwory 1–6)
- Miles Davis – trąbka
- Wayne Shorter – saksofon tenorowy
- Herbie Hancock – pianino
- Ron Carter – kontrabas
- Tony Williams – perkusja

Septet (tylko utwór 7)
- Bob Dorough – wokal
- Miles Davis – trąbka
- Wayne Shorter – saksofon tenorowy
- Frank Rehak – puzon
- Paul Chambers – kontrabas
- Jimmy Cobb – perkusja
- Willie Bobo – bongosy (William Correa)
- Gil Evans – aranżer (tylko 7)

Kwintet (Utwór dodatkowy na wznowieniu CD 1)
- Miles Davis – trąbka
- Wayne Shorter – saksofon tenorowy
- Herbie Hancock – pianino
- Ron Carter – kontrabas
- Tony Williams – perkusja

Kwintet (Utwór dodatkowy na wznowieniu CD 2)
- Miles Davis – trąbka
- Wayne Shorter – saksofon tenorowy
- Herbie Hancock – pianino
- Buster Williams – kontrabas
- Tony Williams – perkusja

## Spis utworów

### Strona pierwsza
| 1. | Prince of Darkness (Wayne Shorter) | 8:53  |
|    |                                    |       |
| 2. | Pee Wee (Tony Williams)            | 4:49  |
|    |                                    |       |
| 3. | Masqualero (Wayne Shorter)         | 8:05  |
|    |                                    |       |
|    |                                    | 21:47 |
|    |                                    |       |

### Strona druga
| 1. | The Sorcerer (Herbie Hancock)            | 5:10  |
|    |                                          |       |
| 2. | Limbo (Wayne Shorter)                    | 7:13  |
|    |                                          |       |
| 3. | Vonetta (Wayne Shorter)                  | 5:36  |
|    |                                          |       |
| 4. | Nothing Like You (F.Landesman/B.Dorough) | 1:58  |
|    |                                          |       |
|    |                                          | 19:57 |
|    |                                          |       |

### Utwory dodatkowe na CD
| 1. | Masqualero (alternatywne nagranie) | 7:30  |
|    |                                    |       |
| 2. | Limbo (alternatywne nagranie)      | 5:31  |
|    |                                    |       |
|    |                                    | 13:01 |
|    |                                    |       |

## Opis płyty

### Płyta analogowa (winylowa)
- Producent – Teo Macero (1-8); Irving Townsend (9)
- Inżynierowie dźwięku – Frank Laico, Stan Tonkel (tylko 7), (tylko 9)
- Daty nagrania – utwór 7 21 sierpnia 1962; utwór 9 9 maja; utwory 1-6, 8 16 maja, 17 maja, 24 maja 1972 r.,
- Miejsce nagrania – Columbia Studio B, Nowy Jork
- Czas albumu – oryginalny lp - 41 min. 44 sek.; CD - 54 min. 45 sek.
- Data wydania – 1967
- Fotografie – Jon Persson
- Firma nagraniowa – Columbia
- Numer katalogowy – CS 9532

### Wznowienie na CD
- Producent – Michael Cuscuna, Bob Belden
- Zremiksowanie z 4-ścieżkowej taśmy – Mark Wilder
- Studio – Sony Music Studios, Nowy Jork
- Remastering – Mark Wilder, Rob Schwarz
- Dyrektor projektu – Seth Rothstein
- Kierownik artystyczny – Howard Fritzson
- Koordynator A & R – Patti Matheny
- Legacy A & R – Steve Berkowitz
- Dyrektor artystyczny – Howard Fritzson
- Projekt – Randall Martin
- Fotografie we wkładce – Jan Persson, Francis Wolff
- Firma nagraniowa – Columbia/Legacy
- Numer katalogowy – CK 65680
- ©1998 Sony Music Entertainment, Inc.